# Vossenacki német katonai temető
A vossenacki német katonai temető (Kriegsgräberstätte Vossenack) egy második világháborús sírkert Németországban, amelyet a német hadisírbizottság (Volksbund Deutsche Kriegsgräberfürsorge) gondoz.
A temetőt egy stratégiai ponton, a második világháborúban 470-es magaslatként ismert helyen hozták létre Vossenacknál 1949 és 1952 között. A temetőben 2347 német katonát hantoltak el. Közülük 35-en a háború után, akna- és lövedékmentesítés közben haltak hősi halált. 2005. május 21-én a bejáratnál felállították Julius Erasmus német utász százados emlékkövét, aki 1569 bajtársa földi maradványait tárta fel a csatamezőkön, majd temetett el a magaslaton.

## Történelmi háttér
1944. szeptember közepe és 1945. február vége között heves harcok folytak a régióban, amelyben több tízezer amerikai és német katona esett el. A legtöbb amerikai földi maradványait visszaszállították hazájába. Azokat a német katonákat, akik elestek a Huertgen-erdő birtoklásáért folyó harcokban, Huertgenben és Vossenackban helyezték végső nyugalomra.